# Isabel Pires de Lima
Maria Isabel da Silva Pires de Lima (ur. 10 lipca 1952 w Bradze) – portugalska polityk, filolog i nauczyciel akademicki, deputowana do Zgromadzenia Republiki, w latach 2005–2008 minister kultury.

## Życiorys
W 1974 ukończyła filologię romańską na Uniwersytecie w Porto. Na tej samej uczelni w 1987 doktoryzowała się z literatury portugalskiej. Została nauczycielem akademickim na Uniwersytecie w Porto. Autorka około 100 publikacji naukowych z zakresu krytyki literackiej i literaturoznawstwa. W pracy naukowej badała m.in. twórczość pisarza José Marii de Eça de Queirós. Powoływana w skład organów instytucji kulturalnych, m.in. fundacji Fundação Eça de Queiroz i zrzeszenia pisarzy Associação Portuguesa de Escritores, a także w skład redakcji czasopism „Queirosiana” i „Via Atlântica”.
Zaangażowała się w działalność polityczną w ramach Partii Socjalistycznej. Z jej ramienia w 1999, 2002 i 2005 uzyskiwała mandat posłanki do Zgromadzenia Republiki. W marcu 2005 objęła urząd ministra kultury w rządzie José Sócratesa; sprawowała go do stycznia 2008.
Odznaczona Orderem Infanta Henryka II klasy (2010).